# Édouard Liénard
Pour les articles homonymes, voir Liénard.
Jean Auguste Édouard Liénard, né à Paris en 1779 et mort à Lille le 10 février 1848, est un peintre français.

## Biographie
Fils du graveur Jean-Baptiste Liénard, il entra, préférant la peinture à l'art exercé par son père, dans l'atelier de Regnault, qu'il quitta ensuite pour celui d'Isabey, et même, un temps, de David.
Venu s'établir à Lille, il y succéda, en 1823, à Watteau à la direction de l'Académie de dessin, fonctions qu'il abandonna en 1836, quand l'école de peinture fut fondée avec François Souchon pour professeur.
On a de lui un grand nombre de portraits à l'huile et en miniature, parmi lesquels ceux de François René Jean de Pommereul, alors préfet du Nord, Maximilien Farez, Louis Potteau d'Hancardrie, Wacrenier, etc.
Gustave Crauk a fait de lui un buste exposé au musée des beaux-arts de Valenciennes.

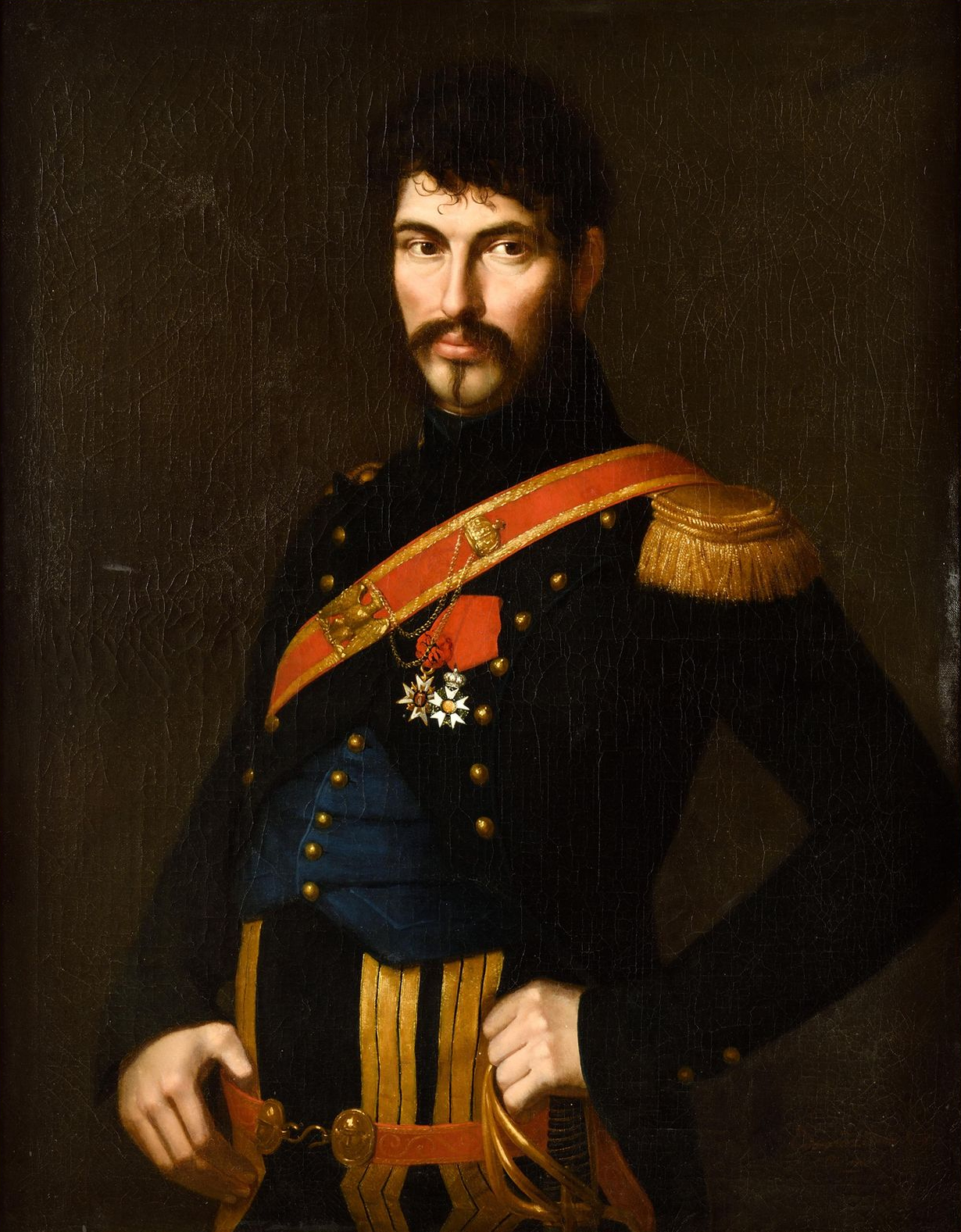
Portrait de Gilbert de Pommereul (vers 1809-1810)
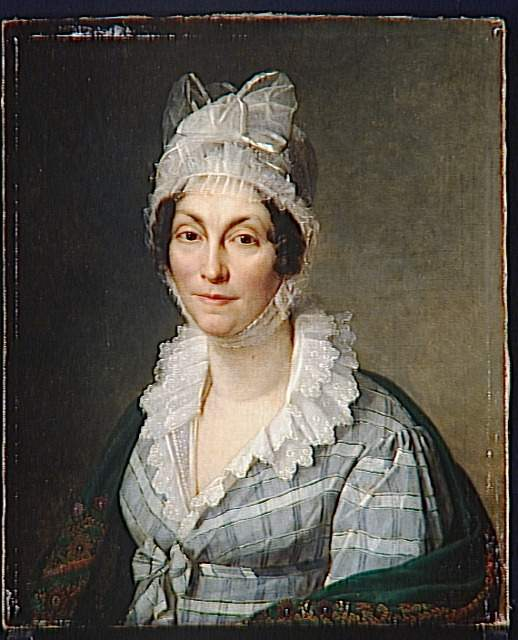
Portrait d'Aldégonde Bathilde Mallet (1815), Palais des beaux-arts de Lille
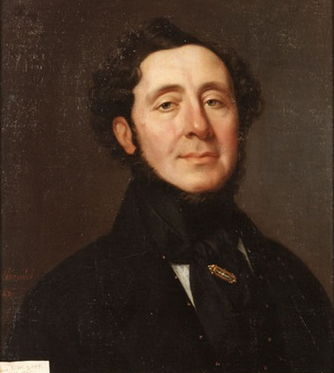
Portrait de Louis Bigo